# Johnny Good
Johnny Good (* 9. April 1989 in Bremen als Jannes Guttchen) ist ein deutscher Musikproduzent. Johnny Good erlangte durch seine Single Muchacho im Jahr 2014 sowie der Zusammenarbeit mit Hip-Hop-Größen wie Luciano, Snoop Dogg, Kid Ink, Schoolboy Q Bekanntheit. Seit 2015 arbeitet er außerdem auch zunehmend mit Künstlern aus dem Bereich Pop zusammen, wie bspw. Jay Sean, Arlissa, Rayven Justice. Er steht seit 2021 bei dem Verlag BMG Music Publishing unter Vertrag.

## Werdegang
Johnny Good arbeitete mit den unterschiedlichsten Künstlern zusammen.
2010 produzierte er für die Rapper Baba Saad und Bass Sultan Hengzt den Song Asozialster Flow der Welt. 2011 produzierte er die Single Get into the Moment von Kid Ink und Schoolboy Q. 2014 brachte er seine erste eigene Single Muchacho heraus, die ihm weltweite Aufmerksamkeit und DJ Bookings in Deutschland, Österreich, Schweiz, Russland und Spanien einbrachte. 2016 produzierte er die Single Blow von Jacky Greco, Snoop Dogg, Arlissa und Jakk City. 2016 produzierte er die Single Between Your Thighs von Rayven Justice, die auch mit dem Rapper Young Greatness als Remix neu veröffentlicht wurde. 2017 brachte er die Single Don’t Give Up on Me mit Jay Sean über Sony Music auf den Markt. 2019 lernte er Luciano kennen und nahm mit ihm das Album Millies auf, das auf Platz vier der deutschen Albumcharts einstieg und sich zwölf Wochen in den Charts hielt. 2020 produzierte er mit Luciano das Album Exot, das auf Platz sechs der deutschen Albumcharts einstieg und sich neun Wochen in den Top 100 hielt.
2021 schlossen Johnny Good / Julez sich als Produzenten-Duo zusammen und produzierten ihre erste gemeinsame Single „Hier Draussen“ featuring Sero El Mero. Weitere Produktionen folgten.
Am 14. Februar 2023 wurde über das Privatvermögen von Johnny Good das Insolvenzverfahren eröffnet zum Aktenzeichen 1 IN 29/23 beim Amtsgericht Kaiserslautern. Durch Beschluss des Insolvenzgerichts vom 7. Dezember 2023 wurden Einnahmen, die im Rahmen seiner Tätigkeit als Diskjockey unter dem Namen „Johnny Good“ erzielt werden, aus der Insolvenzmasse freigegeben.

## Diskografie
Singles
- 2014: Muchacho
- 2016: Don’t Give Up on Me (feat. Jay Sean)
- 2019: Madame (Luciano)
- 2020: Maison (Luciano)
- 2020: Trippin (Luciano)
- 2020: Never Know (Luciano & Shirin David)
- 2021: Johnny Good / Julez – Hier Draussen (feat. Sero El Mero)
- 2021: Sero El Mero – Treibsand
- 2021: Sero El Mero – Ich muss weg
- 2021: Florentina – Kille Dich
- 2021: Florentina – Alleine
- 2021: Johnny Good / Julez – Bella Donna (feat. CALO, Jiggo)
- 2022: CALO feat. BOJAN44, Anonym – Temperament

Sonstige Produktionen
- Luciano
- Snoop Dogg
- Rayven Justice
- Jamule
- Arlissa
- Kid Ink
- Schoolboy Q
- Baba Saad
- Bass Sultan Hengzt